# Iolanda Jewgenjewna Tschen

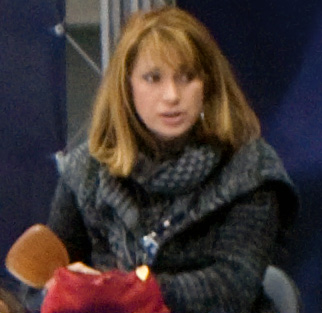
Iolanda Tschen (2010)

Iolanda Jewgenjewna Tschen (russisch Иоланда Евгеньевна Чен, engl. Transkription: Iolanda Chen; * 26. Juli 1961 in Moskau) ist eine ehemalige russische Leichtathletin, die ihre größten Erfolge im Dreisprung hatte.

## Leben
Tschen begann ihre sportliche Karriere als Fünfkämpferin und spezialisierte sich dann auf den Weitsprung. In dieser Disziplin gewann sie 1989 Silber bei den Leichtathletik-Halleneuropameisterschaften in Den Haag und Gold bei der Universiade. Bei den Leichtathletik-Europameisterschaften 1990 in Split wurde sie Fünfte.
1992 wechselte sie zum Dreisprung. Schon bei den Leichtathletik-Hallenweltmeisterschaften 1993 in Toronto gewann sie Silber, und im Juni stellte sie bei den Russischen Meisterschaften, die sie vor der Zweitplatzierten Inna Lassowskaja gewann, mit 14,97 m einen Weltrekord auf. Zwei Monate später errang sie Silber bei den Leichtathletik-Weltmeisterschaften in Stuttgart mit einer Weite von 14,70 m hinter Anna Birjukowa, der mit 15,09 m als erster Frau ein Sprung über 15 Meter gelang. 1994 wurde sie Vierte bei den Europameisterschaften in Helsinki, und 1995 siegte sie bei den Hallenweltmeisterschaften in Barcelona mit 15,03 m und brach damit als erste Frau in der Halle die 15-Meter-Marke. Im Sommer folgte ein elfter Platz bei den Weltmeisterschaften in Göteborg.
In der Vorbereitung zu den Olympischen Spielen 1996 in Atlanta verletzte sie sich schwer und musste mit dem Leistungssport aufhören.
1993 und 1994 wurde sie in der Halle, 1993 und 1995 im Freien Russische Meisterin.
Iolanda Chen ist 1,70 m groß und wog in ihrer aktiven Zeit 55 kg. Ihr Vater Jewgeni Tschen gehörte in den 1950er Jahren zur Weltspitze im Dreisprung und machte sich später als Sportjournalist einen Namen. Ihr Urgroßvater war Chen Youren (eigentlich Eugene Bernard Acham; 1878–1944), ein gebürtiger Trinidader, der in den 1920er Jahren Berater von Sun Yat-sen war und später Außenminister der Republik China wurde. Sie selbst wurde nach ihrer Großtante Yolanda oder Yu-Lan Chen (1913–2006) benannt, die in der Sowjetunion als Filmemacherin wirkte.
Ihr Ehemann ist der ehemalige Stabhochspringer Jewgeni Bondarenko. Zuvor war sie mit dem Stabhochspringer Wladimir Trofimenko, danach mit dem Sprinter Nikolai Tschernezki verheiratet. Sie ist als Sportkommentatorin für diverse Fernsehsender tätig. 1996 posierte sie für die russische Ausgabe des Playboy. 2001 folgten erotische Fotografien mit BDSM-Elementen für die Zeitschrift Sports-Klub. 2004 unterzog sie sich einer Fettabsaugung.

## Persönliche Bestleistungen
- Weitsprung: 7,16 m, 30. Juli 1988, Moskau
  - Halle: 7,05 m, 4. Februar 1989, Homel
- Dreisprung: 14,97 m, 18. Juni 1993, Moskau
  - Halle: 15,03 m, 11. März 1995, Barcelona